# Песьяне (Біляковська сільська рада)
Песья́не (рос. Песьяное) — присілок у складі Частоозерського округу Курганської області, Росія.
Населення — 29 осіб (2010, 38 у 2002).
Національний склад станом на 2002 рік:
- росіяни — 100 %